# Tonnay-Charente
Tonnay-Charente /tɔnɛʃaˈʁɑ̃t/ è un comune francese di 8 049 abitanti situato nel dipartimento della Charente Marittima nella regione della Nuova Aquitania.

## Società

### Evoluzione demografica
Abitanti censiti